# Chiria
Chiria är en ort i Indien. Den ligger i distriktet Pashchim Singhbhūm och delstaten Jharkhand, i den östra delen av landet, 1 100 km sydost om huvudstaden New Delhi. Chiria ligger 325 meter över havet och antalet invånare är 3 945.
Terrängen runt Chiria är lite kuperad. Runt Chiria är det ganska tätbefolkat, med 199 invånare per kvadratkilometer. Närmaste större samhälle är Manoharpur, 11,1 km nordväst om Chiria. I omgivningarna runt Chiria växer huvudsakligen savannskog.